# Österreicher des Jahres
Die Österreicher des Jahres haben sich auf den Gebieten der Wissenschaft, der Wirtschaft und der Humanität besonders verdient gemacht. Die Preisträger werden jährlich von der Tageszeitung Die Presse in Zusammenarbeit mit dem ORF gekürt.

## Preisträger

### 2004
- Forschung: Josef Penninger
  - nominiert waren außerdem Hildegunde Piza, Michael Mitterauer, Ruth Wodak, Anton Zeilinger
- Wirtschaft: Hans Staud
  - nominiert war außerdem Helmut List
- Humanität: Georg Sporschill – das Preisgeld wurde auf alle fünf Nominierten aufgeteilt.
  - des Weiteren waren nominiert Ute Bock, Susanne Peter, Martin Schenk, Leon Zelman

### 2005
- Forschung: Rudolf Grimm
  - nominiert waren außerdem Hermann Katinger, Birgit Sattler, Renée Schroeder
- Wirtschaft: Norbert Zimmermann
  - nominiert waren außerdem Willi Bründlmayer, Richard Trenkwalder, Josef Zotter
- Humanität: Wolfgang Pucher – das Preisgeld wurde auf alle vier Nominierten aufgeteilt.
  - des Weiteren waren nominiert Peter Grohr, Rupert Roniger, Heidi Burkhart

### 2006
- Forschung: Karl Sigmund (Mathematiker)
  - nominiert waren außerdem Erich Griesmayer, Helga Nowotny, Rudolf Schmidt, Horst Seidler
- Wirtschaft: Wolfgang Ruttenstorfer (OMV)
  - nominiert waren außerdem Klaus Darbo (Adolf Darbo AG), Brigitte Ederer (Siemens), Janet Kath, Stefan Pierer
- Humanitäres Engagement: Rainer Riedl (Debra Austria)
  - nominiert waren außerdem: Veronika Fialka-Moser (Licht für die Welt), Martin Haiderer (Wiener Tafel), Luzia Wibiral (Kindernothilfe Österreich)[1]

### 2007
- Creative Industries: EOOS, Möbel- und Produktdesigner
  - nominiert waren außerdem: Atil Kotglu, Florian Ladstätter, Polka Möbel- und Produktdesigner, Stefan Sagmeister
- Forschung: Deborah Klimburg-Salter
  - nominiert waren außerdem: Markus Hengstschläger, Lukas A. Huber, Konrad Paul Liessmann, Günther Wuchterl
- Wirtschaftsmanagement: Claus Raidl
  - nominiert waren außerdem Elisabeth Gürtler, Peter Glatzmeier, Monika Kircher-Kohl, Anton Wais
- Kulturmanagement: Markus Hinterhäuser
  - nominiert waren außerdem: Karlheinz Essl senior, Franzobel, Eva Maria Höhle, Ulrich Seidl
- Humanitäres Engagement: Dagmar Bojdunyk-Rack (Rainbows Austria)
  - nominiert waren außerdem: Monika Franta (SOS-Kinderdorf), Martina Schloffer (Österreichisches Rotes Kreuz)

### 2008
- Creative Industries: Wendy & Jim (Modedesigner)
  - nominiert waren außerdem: Caramel architekten und das Kunst- und Theoriekollektiv monochrom
- Forschung: Niyazi Serdar Sariciftci (Solarzellenforscher)
- Wirtschaftsmanagement: Wolfgang Anzengruber (Firma Palfinger) ex aequo mit Andreas, Johannes und Leonid Rath (Glasmanufaktur J. & L. Lobmeyr)
- Kulturmanagement: Agnes Husslein (Österreichische Galerie Belvedere)
- Humanitäres Engagement: Marianne Hengl (Gründerin des Behindertenvereins „RollOn“)

Marianne Hengl wurde überdies ein Scheck für ihre Hilfsorganisation „RollOn“ in Höhe von 10.000 Euro überreicht.

### 2009
- Creative Industries: Erwin K. Bauer
- Forschung: Energieforscherin Brigitte Bach
  - nominiert waren außerdem: Annelie-Martina Weinberg, Stefan Karner
- Wirtschaftsmanagement:Hans Roth (Saubermacher)
  - nominiert waren außerdem: Erich Polz und Walter Polz (Weingut Polz), Aleksandra Izdebska und Damian Izdebski, Gründer des Unternehmens DiTech
- Kulturmanagement: Max Hollein
  - nominiert waren außerdem: Christine Dollhofer, Gabriele Zuna-Kratky
- humanitäres Engagement: Peter Kai

### 2010
- Creative Industries: Eva Fischer
  - nominiert waren außerdem: Bongfish, Mariusz Jan Demner, Ute Ploier, Walking-Chair Design Studio
- Forschung: Bruno Buchberger
  - nominiert waren außerdem: Wolfgang Baumjohann, Sabine Ladstätter, Antje Potthast und Thomas Rosenau, Christiane Spiel
- Wirtschaftsmanagement: Hannes Bardach (Frequentis)
  - nominiert waren außerdem: Manfred Bodner und Norbert Teufelberger (bwin), Axel W. Kühner (Greiner Holding), Josef Zotter (Zotter Schokoladen Manufaktur)
- Kulturmanagement: Johanna Rachinger (Österreichische Nationalbibliothek)
  - nominiert waren außerdem: Paul Gessl (NÖ Kulturwirtschaft), Tobias Natter (Vorarlberger Landesmuseum), Helga Rabl-Stadler (Salzburger Festspiele), Georg Springer (Bundestheater Holding)
- humanitäres Engagement: Stefan Pleger (Kindern eine Chance)
  - nominiert waren außerdem: Ute Bock (Flüchtlingsprojekt), Cecily Corti (VinziRast-CortiHaus), Josef Fink (Ein Herz für Menschen), Ben-David Jost (Steiermärkischer Blinden- und Sehbehindertenverband)

### 2011
- Creative Industries: Pos Architekten, gebildet von Ursula Schneider und Fritz Oettl
  - nominiert waren außerdem: Michael Breidenbrücker, Ovos, Pudelskern, superated
- Forschung: Giulio Superti-Furga
  - nominiert waren außerdem: Marina Fischer-Kowalski, Alexandra Kautzky-Willer, Johann Kollegger, Wolfgang Lutz
- Wirtschaftsmanagement: Attila Doğudan
  - nominiert waren außerdem: Gerhard Kracher, Till Reiter, Waltraud Schinko-Neuroth, Stefan Wehinger
- Kulturmanagement: Anna Badora
  - nominiert waren außerdem: Thomas Angyan, Ingried Brugger, Martine Dennewald, Sabine Haag
- humanitäres Engagement: Erfried Malle (Sonne International)
  - nominiert waren außerdem: Heidi Burkhart, Monica Culen, Barbara Meisl, Sonja Meznaric

### 2012
- Creative Industries: Nonconform Architekten, gebildet von Caren Ohrhallinger, Roland Gruber und Peter Nageler[3]
  - nominiert waren außerdem: Florian Gschwandtner (Runtastic), Alexander Ehrmann, Anna und Gexi Tostmann, Tulga Beyerle, Lilli Hollein[3]
- Forschung: Helmut Antrekowitsch und Jürgen Antrekowitsch Wissenschaftler an der Montanuniversität Leoben
  - nominiert waren außerdem: Stefanie Lindstaedt, Heinz Redl, Katja Sterflinger, Matthias Sutter[3]
- Wirtschaftsmanagement: Stefan Pierer, Vorstandsvorsitzender des Motorrad- und Sportwagenherstellers KTM
  - nominiert waren außerdem: Thomas Klein (Almdudler), Arnold und Klaus Schmied (Silhouette), Dieter Siegel (Rosenbauer), Roland Velich (Weingut Moric)[3]
- Kulturmanagement: Wolfgang Kos, Direktor des Wien Museums
  - nominiert waren außerdem: Thomas Birkmeir (Theater der Jugend), Alexandra Grausam (Das weiße Haus) Elisabeth Sobotka (Oper Graz)[3]
- humanitäres Engagement: Christian und Clemens Fiel, Gründer des Feldkircher Fußballvereins FC Tosters 99, Behindertentherapeutin Iris Spitzenstätter und Schauspieler August Schmölzer
  - nominiert waren außerdem: Burgi Decker (Verein Piva), Robert Sommer (Augustin)[3][4]

### 2013
- Creative Industries: Martin Hollinetz, Otelo Technologielabor
  - nominiert waren außerdem: Hermann Kaufmann, Architekt; Gerald Kiska, Kiska Designbüro; Jogi Neufeld, subotron Game-Plattform; Simone Springer und Yuji Mizobuchi, rosa mosa Schuhe
- Forschung: Andrea Fischer, Gletscherforscherin
  - nominiert waren außerdem: Wolfgang Maass, Informatiker und Hirnforscher; Wolfgang Neubauer, Archäologe; Hermann Steffan, Fahrzeugsicherheits-Forscher; Verena Winiwarter, Umwelthistorikerin
- Unternehmertum: Stefan Poledna und Georg Kopetz, TTTech Computertechnik
  - nominiert waren außerdem: Toni Hubmann, Tonis Freilandeier; Eveline Pupeter-Fellner, Emporia; Michael Schwarzkopf, Plansee; Stefan Weissenböck, Weissenböck Baustoffwerk
- Kulturerbe: Willi Resetarits, Musiker
  - nominiert waren außerdem: Felix Mitterer, Schriftsteller; Peter Simonischek, Schauspieler; Gabriele Zuna-Kratky, Technisches Museum Wien; Manuel Legris, Ballett Wiener Staatsoper
- humanitäres Engagement: Christine Scholten und Renate Schnee, Verein "Nachbarinnen in Wien"
  - nominiert waren außerdem: Cecily Corti, VinziRast; Martina Fasslabend, Verein "Die Möwe"; Georg Schärmer, Caritas Tirol, Hana Zanin, Tanz- und Theaterverein "Ich bin ok"

### 2014
- Familie und Beruf: Christa Neuper, Universität Graz
  - nominiert waren außerdem: Ute Habenicht, Schmuck und Uhren; Frank Hensel, Rewe; Sabine Herlitschka, Infineon; Peter Röhrig, MAM Babyartikel
- Forschung: Dieter Gruber, Kunststofftechniker
  - nominiert waren außerdem: Gottfried Kirchengast, Klimaforscher; Dirk Rupnow, Zeithistoriker; Herta Steinkellner, Molekularbiologin; Kurt Zatloukal, Pathologe
- humanitäres Engagement: Gertrude Bogyi, Die Boje
  - nominiert waren außerdem: Tobias Judmaier, Sabine Schellander und Paul Streli, www.issmich.at; Michael König, Diakonie Salzburg; Gabi Plattner, Tiroler Frauenhaus; Jutta Zagler, MonA-Net
- Kulturerbe: Angelika Kirchschlager, Sängerin
  - nominiert waren außerdem: Martha Jungwirth, Malerin; Michael Köhlmeier, Schriftsteller; Manfried Rauchensteiner, Historiker; Michael Schottenberg, Direktor Volkstheater
- Unternehmertum: Stefan Ehrlich-Adám, EVVA Sicherheitstechnik;
  - nominiert waren außerdem: Reinhold Baudisch und Michael Doberer, Durchblicker.at; Gerhard Höllinger, Höllinger Fruchtsäfte; Ulrich Mommert und Hubert Schuhleitner, ZKW Lichtsysteme; Herbert Ortner und Stefan Ortner, Ökofen Forschungs- und Entwicklungs ges.m.b.H

### 2015
- Erfolg international: Birgit Minichmayr (Schauspielerin)
  - nominiert waren außerdem: Gottfried Helnwein (Künstler), Marina Hoermanseder (Modedesignerin), Andreas Sohmen-Pao (Reeder BW Group), Volker Türk (UN-Vize-Flüchtlingshochkommissar)
- Familie und Beruf: Martin Steiner (Krankenhaus Göttlicher Heiland)
  - nominiert waren außerdem: Kerstin Neumayer (Merkur Markt), Harald Nograsek (Österreichisches Verkehrsbüro), Michaela Novak-Chaid, Norbert Schöfberger (Hewlett-Packard), Doris Walter (Fachhochschule Salzburg)
- Forschung: Marion Huber-Humer (Abfallwirtschaftlerin)
  - nominiert waren außerdem: Walter Arnold (Wildtierforscher), Wolfgang Baumjohann (Weltraumforscher), Silke Bühler-Paschen (Physikerin), Walther Parson (Molekularbiologe)
- humanitäres Engagement: Marlies Matejka (Telefonseelsorge)
  - nominiert waren außerdem: Sabine Gösker (Klosterneuburg hilft), Martina Kronberger-Vollnhofer (Kinderhospiz MOMO), Georg Slawik (Immo-Humana), David Zistl (Flüchtlinge Willkommen)
- Kulturerbe: Erwin Wurm (Künstler)
  - nominiert waren außerdem: Karin Bergmann (Direktorin Burgtheater), Adele Neuhauser (Schauspielerin), Elisabeth Scharang (Regisseurin), Rosemarie Schwarzwälder (Galeristin)
- Unternehmertum: Andreas Weißenbacher (BWT Wassertechnologie)
  - nominiert waren außerdem: Heinrich Kiener (Stiegl Brauerei), Erwin Kotányi (Kotányi Gewürzhandel), Franz List (List Kabinenausstattungen), Friedrich, Julian und Susanne Riess (Riess/Kelomat Kochgeschirr)[5][6]

### 2016
- Erfolg international: Hikmet Ersek (CEO Western Union)
  - nominiert waren außerdem: Angelika Amon (Molekularbiologin), Christian Fuchs (Fußballer), Charly Kleissner (Impact-Investor), Bernhard Paul (Circus Roncalli)
- Familie und Beruf: Petra Mathi-Kogelnik (dm)
  - nominiert waren außerdem: Viera Juzova (Ikea), Michaela Keplinger-Mitterlehner (Raiffeisenlandesbank Oberösterreich), Inge Schulz (Allianz Gruppe), Anita Tscherne (Geriatrische Gesundheitszentren der Stadt Graz)
- Forschung: Robert Galler (Tunnelforscher)
  - nominiert waren außerdem: Thomas Bugnyar (Verhaltensforscher), Beatrix Grubeck-Loebenstein (Altersforscherin), Barbara Imhof (Weltraumarchitektin), Martin Wagner (Lebensmittelforscher)
- humanitäres Engagement: Roswitha Zink (e.motion Lichtblickhof)
  - nominiert waren außerdem: Ingeborg Freudenthaler (licht.blicke demenz.hilfe.tirol), Georg Geyer (Ärzte ohne Grenzen), Alexander Karakas und Karim Mabrouk (Not in God’s Name), Ina Pervan-Al Soqauer, Claudia Winkler und Kathrin Limpel (Fremde werden Freunde),
- Kulturerbe: Tobias Moretti (Schauspieler)
  - nominiert waren außerdem: Barbara Frischmuth (Schriftstellerin), Ursula Krinzinger (Galeristin), Elisabeth Sobotka (Intendantin Bregenzer Festspiele), Harri Stojka (Musiker)
- Unternehmertum: Leopold Bauernfeind und Helmut Fallmann (Fabasoft)
  - nominiert waren außerdem: Erhard Grossnigg (Unternehmer), Andreas Kraler (Hella), Werner Lampert (Bio-Pionier), Peter Neumann und Stefan Engleder (Engel), Ägyd Pengg (Pewag)[7][8]

### 2017
- Erfolg international: Manuela Zinsberger (Fußballtorfrau)[9]
  - nominiert waren außerdem: Arthur Arbesser (Modedesigner), Hermann Hauser (Investor), Martin A. Nowak (Mathematiker und Biologe), Nora Waldstätten (Schauspielerin)
- Familie und Beruf: Julia Ganglbauer (Biogena Naturprodukte)
  - nominiert waren außerdem: Lisa Muhr und Igor Sapic (Göttin des Glücks), Johanna Rachinger (Österreichische Nationalbibliothek), Stefan Scheuch (Scheuch Luft- und Umwelttechnik), Andreas Steuer (Verantwortung und Kompetenz für besondere Kinder und Jugendliche)
- Forschung: Ille C. Gebeshuber (Experimentalphysikerin)
  - nominiert waren außerdem: Rainer Blatt (Quantenphysiker), Peter Jonas (Neurowissenschaftler), Otto Koudelka (Nachrichtentechniker), Reingard Riener-Hofer (Juristin)
- humanitäres Engagement: Walter Emberger (Teach for Austria)
  - nominiert waren außerdem: Michael Chalupka (Diakonie Österreich), Ulla Konrad (Concordia), Christina Kraker-Kölbl (Divan), Sabine Reisinger (Kinderhospiz Netz)
- Kulturerbe: Peter Simonischek (Schauspieler)
  - nominiert waren außerdem: Ernst Hilger (Galerist), Eva Jantschitsch (Sängerin), Veronica Kaup-Hasler (Intendantin Steirischer Herbst), Harriet Krijgh (Cellistin)
- Ländliche Entwicklung: Stefanie Essl (Landärztin)
  - nominiert waren außerdem: Clemens Horacek (Solar-Unternehmer), Gebhard Neumayr (Wildbach- und Lawinenverbauung), Nadine Schüller (Winzerin), Christian Stromberger (Stiftspfarrer)
- Unternehmertum: Thomas Moser und Martin Öller (Loxone Smart Home)
  - Subkategorie „Unternehmerinnen“: Elisabeth Gürtler
  - Subkategorie „Start-up“: Florian Bauer (Moonshiner GmbH)
  - nominiert waren außerdem: Robert F. Hartlauer (Hartlauer Elektronikhandel), Alfred Heinzel (Heinzel Papierindustrie), Axel Kühner (Greiner Packaging), Wolfgang Platz (Tricentis Software-Tests)[10]

### 2018
- Erfolg international: Stefan Sagmeister (Grafikdesigner)[11]
  - nominiert waren außerdem: Ernst Fehr (Verhaltensökonom), Markus Platzer (Hoteldirektor), Jakob Pöltl (Basketballspieler), Anna Prohaska (Sopranistin),
- Familie und Beruf: Rudolf Freidhager, Georg Schöppl (Österreichische Bundesforste)
  - nominiert waren außerdem: Gottfried Kraft, Ewald Lanzl (Klipp Frisör), Dietbert Timmerer (Klinikum Wels-Grieskirchen), Familie Trauner (Trauner Verlag + Buchservice), Peter J. Zehetner (Kraftwerk Glatzing-Rüstorf)
- Forschung: Sepp Hochreiter (Informatiker)
  - nominiert waren außerdem: Holger Friehmelt (Luftfahrttechniker), Ute Schäfer (Biologin), Michael Stadler (Energieforscher), Werner Telesko (Kunsthistoriker)
- humanitäres Engagement: Werner Waldmann (Austrian Doctors)
  - nominiert waren außerdem: Andrea Brem (Wiener Frauenhäuser), Eva Grabherr (Okay.zusammen leben), Doris Regele (Make-A-Wish-Foundation Österreich), Emina Saric (HEROES – Gegen Unterdrückung im Namen der Ehre)
- Kulturerbe:  Helga Rabl-Stadler (Präsidentin Salzburger Festspiele),
  - nominiert waren außerdem: Ruth Beckermann (Regisseurin), Philipp Hochmair (Schauspieler), Oswald Oberhuber (Maler), Emmanuel Tjeknavorian (Violinist)
- Unternehmen mit Verantwortung: Sabine Herlitschka (Infineon)
  - nominiert waren außerdem: Frank Dumeier, Michael Trcka (WEB Windenergie), Julian M. Hadschieff (PremiQaMed), Katharina Tinnacher (Weingut LacknerTinnacher), Alexander Windbichler (Anexia IT)[12]

### 2019
- Erfolg international: Harald Ott (Chirurg)[13]
  - nominiert waren außerdem: Brigitte Streller (Managerin), Adi Hütter (Fußballtrainer), Gabriel Felbermayr (Wirtschaftswissenschaftler), Gerald Krischek (Hoteldirektor)
- Forschung: Wolfgang Kern (Kunststoff-Chemiker)
  - nominiert waren außerdem: Andreas Bergthaler (Veterinärmediziner), Martina Mara (Roboterpsychologin), Johannes Khinast (Pharmazeutischer Prozesstechniker), Barbara Stelzl-Marx (Zeithistorikerin)
- Start-Ups: Cornelia Diesenreiter (Unverschwendet)
  - nominiert waren außerdem: Baher Al Hakim (Medicus), Christoph Prieler (Abacus), Sigismund Gänger (snorefree), Christian Adelsberger (Parkbob)
- humanitäres Engagement: Harald Kubiena (Nomahilfe)
  - nominiert waren außerdem: Christine Bodendorfer (Mädchenberatung), Anneliese Gottwald (Superhands), Maria Hengstberger (Aktion Regen), Gabriele Mantl (Ankyra)
- Kulturerbe: Caroline Peters (Schauspielerin)
  - nominiert waren außerdem: Petra Hartlieb (Buchhändlerin und Autorin), Bernd Roger Bienert (Intendant), Sudabeh Mortezai (Regisseurin), Monika Sommer-Sieghart (Historikerin)
- Unternehmen mit Verantwortung: Walter Scherb (Spitz)
  - nominiert waren außerdem: Reinhard Kepplinger und Kuno Haas (Grüne Erde), Valentin Stalf (N26), Maximilian Riedel (Riedel Glas), Ludwig Richard (Dr. Richard)[14]

### 2020
- Erfolg international: Josef Penninger (Genetiker)
  - nominiert waren außerdem: Lisa Kaltenegger (Astrophysikerin), Mouhanad Khorchide (Religionspädagoge), Stefanie Reinsperger (Schauspielerin), Viktoria Schnaderbeck (Fußballerin)
- Forschung: Jama Nateqi (Mediziner)[15][16]
  - nominiert waren außerdem: Josef Aschbacher (Geophysiker und Meteorologe), Iris Filzwieser (Metallurgin), Reingard Grabherr (Biotechnologin), Katja Schechtner (Mobilitätsforscherin)
- humanitäres Engagement: Elisabeth Cerwenka (Grenzenlos helfen), Maria Swittalek (Rotes Kreuz), Aleksandra Tulej (Newcomer)
  - nominiert waren außerdem: Delna Antia-Tatic, Melisa Erkurt, Roland Beisteiner (Neurologe), Herbert Witschnig (Herz bewegt)
- Klimainitiative: Cornelia Daniel (Dachgold)
  - nominiert waren außerdem: Daniel Podmirseg (Vertical Farm Institute), Helga Pülzl (Vienna Climate Games), Elisabeth Tangl (Umweltberatung), Christoph Thomann (Zirp Insects)
- Kulturerbe: Leona König (Kulturinitiatorin)
  - nominiert waren außerdem: Rudolf Buchbinder (Pianist), Veronika Franz (Regisseurin), Maria Happel (Schauspielerin), Eva Schlegel (Bildende Künstlerin)
- Start-Ups: Klaudia Bachinger (WisR)
  - nominiert waren außerdem: Clemens Billek (DRD Doctors), Markus Holzer (Contextflow), Barbara Sladek (MyBioma), Peter Windischhofer (Refurbed)
- Unternehmen mit Verantwortung: Irene und Karl Schillinger (Swing Kitchen)
  - nominiert waren außerdem: Helmut Gragger (Bäckerei Gragger), Kurt Kerschat (Scotty), Christian Klinger (IFN-Holding), Johanna Urkauf und Carol Fong-Mei Urkauf-Chen (KTM Fahrrad)
- Österreicherin/Österreicher des Jahres: Mahmoud Mahmoud, Elias Bracher, Mete Argun und Paul Hofbauer[17] (Einkaufen gegen Corona)
  - nominiert waren außerdem: Manuela Födinger (Labordiagnostikerin), Günter Grabher (Grabher-Group), Bernd Lamprecht (Lungenfacharzt), Dani Varga (Danis Welt)[18][19]

### 2021
- Erfolg international:  Anna Kiesenhofer (Radrennfahrerin und Mathematikerin)[20]
  - nominiert waren außerdem: Doris Berger (Museumskuratorin), Klaus Christandl (Hotelmanager), Lilly Leithner (Tänzerin und Choreografin), Sebastian Stricker (Gründer und Unternehmer)
- Forschung: Niki Popper (Simulationsexperte)
  - nominiert waren außerdem: Gabriele Berg (Umweltbiotechnologin), Florian Krammer (Virologe), Angela Stöger-Horwath (Elefantenlautforscherin), Isabella Uhl-Hädicke (Umweltpsychologin)
- humanitäres Engagement: Christine Wallner (Africa Amini Alama)
  - nominiert waren außerdem: Klaus Edlinger (Mannsbilder), Judith Hartweger (Die Gruft), Ronny Kokert (Freedom Fighters), Maria Rösslhumer (Autonome Frauenhäuser)
- Klimainitiative: Katharina Rogenhofer (Klimaaktivistin und Autorin)
  - nominiert waren außerdem: Matthias Katt (Unternehmer, eFriends), Walter Kreisel (Unternehmer, neoom group), Michaela Krömer (Juristin und Klimaanwältin), Sophie Zechmeister-Boltenstern (Biologin)
- Kulturerbe: Mavie Hörbiger (Schauspielerin)
  - nominiert waren außerdem: Xenia Hausner (Malerin), Monika Helfer (Schriftstellerin), Christoph Koncz (Geiger und Dirigent), Stefan Ruzowitzky (Filmregisseur)
- Start-Ups: Cornelia Habacher (Rebelmeat.com)
  - nominiert waren außerdem: Elisabeth Dokalik-Jonak (Memocorby.com), Benjamin Grössing, David Frankhauser (kaleido.ai), Tobias Hann (mostly.ai), Alexander Igelsböck (adverity.com)
- Unternehmen mit Verantwortung: Andreas Wilfinger, Ulla Wannemacher (Ringana)
  - nominiert waren außerdem: Marcus Ihlenfeld, Christian Bezdeka (Woom), Hermann und Thomas Neuburger (Neuburger/Hermann), Felix Ohswald, Gregor Müller (GoStudent), Heimo Scheuch (Wienerberger)[21]

### 2022
- Erfolg international: Gernot Wagner (Klimaökonom)[22]
  - nominiert waren außerdem: Monika Blunder (Make-Up-Artist), Anna Gasser (Snowboarderin), Berit Gilma (Künstlerin und Kuratorin), Oliver Glasner (Fußballtrainer)
- Forschung: Andrea Steiner (Klimaforscherin)
  - nominiert waren außerdem: Azra Korjenic (Bauphysikerin), Gernot Müller-Putz (Neurotechnologe), Ron Pinhasi (Anthropologe), Stephan Weiss (Drohnenforscher)
- humanitäres Engagement: Hanife Ada (Verein Yetis Bacim), Tanja Maier (Cards for Ukraine), Marina Sorgo (Gewaltschutzzentrum)
  - nominiert waren außerdem: Manuela Ertl (Train of Hope), Carina Reithmaier (Gut, und selbst?)
- Klimainitiative: Georg Kaser
  - nominiert waren außerdem: Valerie Hengl (Purency), Monika Langthaler (Austrian World Summit), Anna Pölzl (Nista), Ulrike Rabmer-Koller (Rabmer Gruppe)
- Kulturerbe: Maria Happel (Schauspielerin)
  - nominiert waren außerdem: BartolomeyBittmann (Matthias Bartolomey und Klemens Bittmann), Jakob Lena Knebl und Ashley Hans Scheirl, Marie Kreutzer (Filmregisseurin), Marie Rötzer (Intendantin Landestheater Niederösterreich)
- Start-Ups: Theresa Imre (markta.at)
  - nominiert waren außerdem: Johannes Braith (yourstorebox.com), Gerhard Ecker (phenaris.com), Lisa-Marie Fassl (femalefounders.global), Lukas Kinigadner (anyline.com)
- Unternehmen mit Verantwortung: Andrea Berghofer und Familie (Adler Lacke) 
  - nominiert waren außerdem: Josef Braunshofer (Berglandmilch), Dieter Grebner (Peak Technology), Günter und Herbert Knapp (Knapp AG), Josef Scheidl (Brantner)[23]
- Digitalisierung: Roman Heinzle (Moveeffect).
- Innovation: Martin Foussek und Thomas Niss (Sunrise Capital)

### 2023
- Erfolg international: Jürgen Schrödl (Manager, Pizza-Hut-Finanzvorstand)[24]
  - Finalisten waren: Lucas Englander (Schauspieler), Kathrin Röggla (Schriftstellerin)[25]
  - außerdem nominiert: Avital Carroll (Freestyle-Skiläuferin), Viktor Mayer-Schönberger (Oxford Internet Institute)
- Forschung: Helmut Habersack (Hydrologe, BOKU Wien)
  - Finalisten waren: Susanne Michelic (Montanuni Leoben), Dorothee von Laer (Med-Uni Innsbruck)
  - außerdem nominiert: Alexander Bogner (Soziologe), Christiane Helling, (Institut für Weltraumforschung in Graz)
- humanitäres Engagement: Omar Altayi (Musikschule DoReMi Wien)
  - Finalisten waren: Nikolas Karner (Verein Spielerpass), Shoura Zehetner-Hashemi (Amnesty-International)
  - außerdem nominiert: Brigitte Winkler (Verein Evita Tirol), Amrita Böker (VinziWerke)
- Klimainitiative: Sonja Wogrin (Energieinnovatorin, Institut für Elektrizitätswirtschaft und Energieinnovation TU Graz)
  - Finalisten waren: Helmut Burtscher-Schaden (Bienen und Bauern retten), Barbara Laa (Verkehrswissenschafterin TU Wien)
  - außerdem nominiert: Joachim Payr (EWS Consulting), Andreas Tschas und Rainhard Fuchs (Glacier),
- Kulturerbe: Musicbanda Franui (Musikensemble)
  - Finalisten waren: Monika Faber (Photoinstitut Bonartes), Karl Regensburger (ImPulsTanz)
  - außerdem nominiert: Felix Kammerer (Schauspieler), Jessica Hausner (Regisseurin und Drehbuchautorin)
- Unternehmen mit Verantwortung: Andreas Heindl (Schokoladenmanufaktur Heindl)
  - Digitalisierung:  Hermann Stockinger (Easelink)
  - Erfolg mit Lehre: Norbert Kienesberger (Kienesberger Steinmetzmeister)
  - Finalisten waren: Christoph, Wolfgang und Florian Köchert (A. E. Köchert), Klaus Schiebel (Schiebel Antriebstechnik)
  - außerdem nominiert: Thomas Pichler (Doppelmayr/Garaventa-Gruppe), Bianca und Philipp Götz-Richter (Richter Rasen)

### 2024
- Erfolg international: Julia Ebner (Extremismusforscherin)[26]
  - außerdem nominiert: Valentin Bontus (Segler), Muriel Grossmann (Saxofonistin), Susanne Moser (Komische Oper Berlin), Meinrad Spenger (MásMóvil)[27]
- Forschung: Francesca Ferlaino (Quantenphysikerin)
  - außerdem nominiert: Katja Fröhlich (Batterieforscherin), Rudolf Krska (Lebensmittelforscher), Roman Leonhardt (Geophysiker), Ferdinand Pospischil (Eisenbahningenieur)
- humanitäres Engagement: Luise Jäger (Ideen-Chefin Andererseits)
  - außerdem nominiert: Julia Göd (Präsidentin Onghalo), Reinhard Heiserer (Gründer Jugend eine Welt), Cecilia Heiss (Geschäftsführerin Hemayat), Christian Reiner (Geschäftsführer Rettet das Kind)
- Klimainitiative: Michaela Arndorfer (Leiterin des Samenarchivs Arche Noah)
  - außerdem nominiert: Jodok Batlogg (Gründer von tree.ly), Helmut Haberl (BOKU), Eva Horn (Kulturwissenschafterin), Sithara Pathirana (Leitung Klimabiennale)
- Kulturerbe: Stella Rollig (Kunstmanagerin)
  - außerdem nominiert: Kurdwin Ayub (Filmemacherin), Georg Nigl (Sänger), Toxische Pommes (Satirikerin und Autorin), Zeno Stanek (Leiter Festival Litschau)
- Unternehmen mit Verantwortung: Angelika Huemer (Starlinger & Co GmbH)
  - außerdem nominiert: Klaus Bartelmuss (IBS Paper Performance Group), Werner Battisti (Skinfit), Johannes Alexander Hödlmayr (Hödlmayr International), Matthias Unger (Unger Stahlbau)

## Mehrfachnominierungen
Folgende Personen waren zwei Mal nominiert:
- Wolfgang Baumjohann (2010 und 2015)
- Ute Bock (2004 und 2010)
- Heidi Burkhart (2005 und 2011)
- Cecily Corti (2010 und 2013)
- Sabine Herlitschka (2014 und 2018, 2018 auch Preisträgerin)
- Josef Penninger (2004 und 2020, in beiden Jahren auch Preisträger)
- Stefan Pierer (2006 und 2012, 2012 auch Preisträger)
- Helga Rabl-Stadler (2010 und 2018, 2018 auch Preisträgerin)
- Stefan Sagmeister (2007 und 2018, 2018 auch Preisträger)
- Josef Zotter (2005 und 2010)
- Gabriele Zuna-Kratky (2009 und 2013)